# 十方堂
十方堂（じゅうほうどう）は、中華人民共和国山西省忻州市五台県五台山にある仏教寺院。「広仁寺」とも呼ばれる。

## 歴史
十方堂は清の道光年間（1821年 - 1850年）に建立された。
1983年、中華人民共和国国務院は仏寺を漢族地区仏教全国重点寺院に認定した。

## 伽藍
天王殿、鐘楼、鼓楼、弥勒殿、ツォンカパ殿